# Molophilus stroblianus
Molophilus stroblianus är en tvåvingeart. Molophilus stroblianus ingår i släktet Molophilus och familjen småharkrankar.

## Underarter
Arten delas in i följande underarter:
- M. s. decoloratus
- M. s. stroblianus